# Lista de ginastas olímpicas da Ucrânia

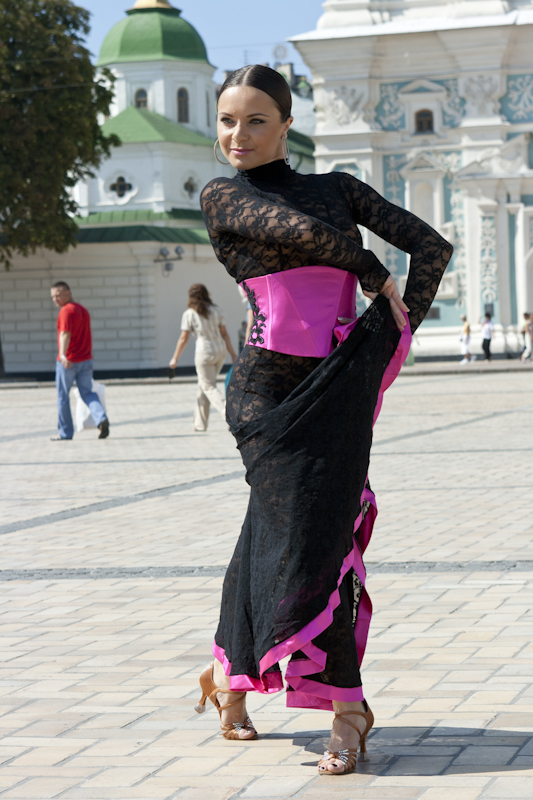
Lilia Podkopayeva

Lista de ginastas olímpicas da Ucrânia que competiram nas Olimpíadas desde 1996. Um total de 23 ginastas representaram a Ucrânia nas Olimpíadas, mas a primeira e única medalhista é Lilia Podkopayeva;  ganhou um total de 3 medalhas nos Jogos Olímpicos de Verão de 1996, sendo a primeira medalhista olímpica múltipla ucraniana. Na competição por equipes, a Ucrânia terminou em 5º em 1996 e 2000, 4º em 2004 e 11º em 2008. A Ucrânia só foi autorizada a enviar uma ginasta para os Jogos de 2012, os Jogos de 2016 e os Jogos de 2020 .

## Ginastas
| Ginasta              | Ano        | Ouro | Prata | Bronze | Total medals | Ref.   |
| -------------------- | ---------- | ---- | ----- | ------ | ------------ | ------ |
| Mirabella Akhunu     | 2004       | 0    | 0     | 0      | 0            | [ 6 ]  |
| Valentyna Holenkova  | 2008       | 0    | 0     | 0      | 0            | [ 7 ]  |
| Viktoria Karpenko    | 2000       | 0    | 0     | 0      | 0            | [ 8 ]  |
| Oksana Knijnik       | 1996       | 0    | 0     | 0      | 0            | [ 9 ]  |
| Natalia Kononenko    | 2012       | 0    | 0     | 0      | 0            | [ 10 ] |
| Anastasiia Koval     | 2008       | 0    | 0     | 0      | 0            | [ 11 ] |
| Alina Kozich         | 2004, 2008 | 0    | 0     | 0      | 0            | [ 12 ] |
| Iryna Krasnianska    | 2004, 2008 | 0    | 0     | 0      | 0            | [ 13 ] |
| Alona Kvasha         | 2000, 2004 | 0    | 0     | 0      | 0            | [ 14 ] |
| Angelina Kysla       | 2016       | 0    | 0     | 0      | 0            | [ 15 ] |
| Anna Mirgorodskaya   | 1996       | 0    | 0     | 0      | 0            | [ 16 ] |
| Lilia Podkopayeva    | 1996       | 2    | 1     | 0      | 3            | [ 17 ] |
| Maryna Proskurina    | 2008       | 0    | 0     | 0      | 0            | [ 18 ] |
| Olga Roshchupkina    | 2000       | 0    | 0     | 0      | 0            | [ 19 ] |
| Olena Shaparna       | 1996       | 0    | 0     | 0      | 0            | [ 20 ] |
| Olga Sherbatykh      | 2004       | 0    | 0     | 0      | 0            | [ 21 ] |
| Lioubov Sheremeta    | 1996       | 0    | 0     | 0      | 0            | [ 22 ] |
| Olga Teslenko        | 1996, 2000 | 0    | 0     | 0      | 0            | [ 23 ] |
| Halyna Tyryk         | 2000       | 0    | 0     | 0      | 0            | [ 24 ] |
| Diana Varinska       | 2020       | 0    | 0     | 0      | 0            | [ 25 ] |
| Tetyana Yarosh       | 2000       | 0    | 0     | 0      | 0            | [ 26 ] |
| Irina Yarotska       | 2004       | 0    | 0     | 0      | 0            | [ 27 ] |
| Svetlana Zelepoukina | 1996       | 0    | 0     | 0      | 0            | [ 28 ] |
| Dariya Zgoba         | 2008       | 0    | 0     | 0      | 0            | [ 29 ] |

### Jogos Olímpicos da Juventude
| Ginasta             | Ano  | Ouro | Prata | Bronze | Total de medalhas | Ref.   |
| ------------------- | ---- | ---- | ----- | ------ | ----------------- | ------ |
| Alina Kravchenko    | 2010 | 0    | 0     | 0      | 0                 | [ 30 ] |
| Anastasia Bachynska | 2018 | 0    | 0     | 2      | 2                 | [ 31 ] |

| Medalha | Nome              | Ano                 | Evento                       |
| ------- | ----------------- | ------------------- | ---------------------------- |
| </img>  | Lilia Podkopayeva | </img> 1996 Atlanta | Todo-o-terreno feminino      |
| </img>  | Lilia Podkopayeva | </img> 1996 Atlanta | Trave de equilíbrio feminino |
| </img>  | Lilia Podkopayeva | </img> 1996 Atlanta | Exercício de chão feminino   |